# ستيليانا نيستور
ستيليانا نيستور (من مواليد 15 سبتمبر 1989) هي لاعبة جمباز فني رومانية، كانت عضوًا رئيسيًا في الفريق الروماني بين عامي 2006 و 2008 ، حيث ساعدت رومانيا في الفوز بالميداليات البرونزية للفريق في بطولة العالم للجمباز الفني 2007 ودورة الألعاب الأولمبية الصيفية 2008، اما في المنافسة منفردة هي الحائزة على الميدالية الفضية في حدث الشامل وعارضة التوازن لعام 2007 ، والميدالية الفضية الأوروبية لعامي 2007 و 2008 على القضبان غير المستوية والميدالية البرونزية لعام 2007 على عارضة التوازن. كانت نيستور منافسًا قويًا من جميع النواحي ، لكن أفضل أحداثها كانت عارضة التوازن وعارضات غير المستوية.

## روابط خارجية
- Steliana Nistor في الاتحاد الدولي للجمباز

- “Steliana Nistor: unofficial website”
- Site of fans in Brazil نسخة محفوظة 14 أكتوبر 2008 على موقع واي باك مشين.
- Steliana Nistor: Unofficial Fan Site (Romanian)
- Steliana Nistor photogallery